# Gianluca Grignani
Gianluca Grignani (Milão, 7 de abril de 1972) é um cantor italiano. 
Vendeu um total de cerca de 5 milhões de discos certificados pela Federação Italiana da Indústria Musical (FIMI), pelo qual obteve um disco de diamante, vários discos de platina e discos de ouro. Graças às suas obras, descritas pela crítica como fora da caixa, já nos primeiros anos de sua carreira, ele é considerado um dos pilares do rock italiano.
Tanto por sua música quanto pela poética de suas letras, ganhou o apelido de poeta amaldiçoado. Além disso, ele é apelidado de Joker , da música de mesmo nome do álbum Fields of popcorn.
Em sua autobiografia, La mia storia tra le dita, lançada em 2010, assumiu ter sido vítima de abuso sexual aos 10 anos de idade e relatou seu envolvimento com álcool e drogas.

## Biografia
Foi criado na periferia norte da metrópole Lombardia, mas mudou-se para Correzzana (Brianza) aos 17 anos. Desde jovem escreve canções, influenciado por bandas como The Beatles e The Police e também pelo cantor italiano Lucio Battisti, além de tocar em locais pequenos na sua cidade.
Foi crucial seu encontro com Massimo Luca, guitarrista e produtor, quem o apresenta às grandes empresas discográficas. Em 1994, Luca o apresenta ao público de San Remo com "La mia storia tra le dita".

## Carreira
Em 1995 lança seu primeiro álbum Destinazione Paradiso que vende em um ano dois milhões de cópias.
No ano seguinte publica The Plastic Factory também produzido por Massimo Luca com a colaboração de Greg Walsh. Ao ser lançado foi recebido com críticas conflitantes, desorientando o mercado e seu público justamente pelo caráter experimental e rock da obra que parecia distanciá-lo do estereótipo de um típico cantor pop italiano de seus primeiros dias. A capa da edição limitada foi feita com diferentes tonalidades de cor entre uma cópia e outra, tornando cada álbum um exemplo único em termos de grafismo.

## Vida Pessoal
De 2003 a 2020 foi casado com Francesca Dall'Olio, com quem teve quatro filhos Ginevra, Giselle, Giosué e Giona.

## Participação no Festival de Sanremo
| Ano  | Categoria       | Canção                | Participação  | Posição final |
| ---- | --------------- | --------------------- | ------------- | ------------- |
| 1995 | Sanremo Artisti | Destinazione Paradiso | —             | 6º            |
| 1999 | Sanremo Artisti | Il giorno perfetto    | —             | 13º           |
| 2002 | Sanremo Artisti | Lacrime dalla Luna    | —             | 12º           |
| 2006 | Sanremo Artisti | Liberi di sognare     | —             | Fase inicial  |
| 2008 | Sanremo Artisti | Cammina nel sole      | Nomadi        | 8º            |
| 2015 | Sanremo Artisti | Sogni infranti        | Vedrai vedrai | 8º            |

## Discografia

### Álbuns de estúdio
- 1995 - Destinazione Paradiso
- 1995 - Destino Paraíso
- 1996 - La Fabbrica di Plastica
- 1998 - Campi di Popcorn
- 1999 - Il Giorno Perfetto
- 2000 - Sdraiato Su Una Nuvola
- 2000 - Sentado En Una Nube
- 2002 - Uguali e Diversi
- 2003 - Succo di Vita
- 2005 - Il Re del Niente
- 2008 - Cammina Nel Sole
- 2010 - Romantico Rock Show
- 2011 - Natura Umana
- 2014 - A volte esagero

### Singles e vídeos
- 1994 – La mia storia tra le dita
- 1994 – Mi historia entre tus dedos
- 1995 – Destinazione Paradiso
- 1995 – Destino Paraíso
- 1995 – Falco a metà
- 1995 – Halcón a medias
- 1995 – Primo treno per Marte
- 1995 – Primer tren a Marte
- 1996 – La fabbrica di plastica
- 1996 – L'allucinazione
- 1996 – Solo cielo
- 1998 – Baby Revolution
- 1998 – Baby Revolution (espanhol)
- 1998 – Mi piacerebbe sapere
- 1998 – Me gustaría saber
- 1998 – Scusami se ti amo
- 1998 – Discúlpame si te amo
- 1998 – Campi di popcorn
- 1998 – La canzone
- 1999 – Il giorno perfetto
- 1999 – El día perfecto
- 2000 – Speciale
- 2000 – Especial
- 2000 – Le mie parole
- 2000 – Mis palabras
- 2001 – Quella per me
- 2001 – La que es para mí
- 2002 – Uguali e diversi
- 2002 – Iguales y distintos
- 2002 – Lacrime dalla Luna
- 2002 – Lágrimas de La Luna]
- 2002 – L'aiuola (Remix)
- 2002 – L'aiuola
- 2002 – Las flores
- 2002 – L'estate
- 2002 – El verano
- 2002 – Lady Miami
- 2003 – Mi stracci il cuore
- 2003 – Succo di vita
- 2004 – Che ne sarà di noi
- 2005 – Bambina dallo spazio
- 2005 – Arrivi tu
- 2005 – Il re del niente
- 2006 – Liberi di sognare
- 2008 – Cammina nel sole
- 2008 – Ciao e arrivederci
- 2008 – Vuoi vedere che ti amo)
- 2010 – Sei sempre stata mia
- 2010 – Il più fragile
- 2010 – Sei unica
- 2011 – Romantico Rock Show
- 2011 – Allo stesso tempo
- 2011 – Un ciao dentro un addio'
- 2011 – Natura umana
- 2012 – Sguardi
- 2012 – Le scimmie parlanti
- 2014 – Non voglio essere un fenomeno
- 2014 – A volte esagero
- 2014 – L'amore che non sai
- 2015 – Sogni infranti
- 2015 – Fuori dai guai (com Emis Killa)
- 2016 – Una donna così
- 2016 – Una strada in mezzo al cielo
- 2016 – Madre
- 2020 – Tu che ne sai di me
- 2020 – Dimmi cos'hai
- 2020 – Non dirò il tuo nome
- 2021 – I bei momenti
- 2022 - A Long Goodbye

## DVD
- 2003 – Succo di vita... in video
- 2009 – Best Of

## Duetos
- Com Custodie Cautelari: Il tempo di morire
- Com Carmen Consoli: L'allucinazione
- Com Ima: Angeli di città
- Com Irene Grandi: La fabbrica di plastica e Sconvolto così
- Com Nomadi: Cammina nel sole
- Com Antonella Ruggiero: Destinazione Paradiso
- Com L'Aura: Vuoi vedere che ti amo
- Com Tazenda: Piove luce
- Com Rino Gaetano: Mio fratello è figlio unico.
- Com Claudio Baglioni e Noemi: Quanto ti voglio
- Com Laura Pausini: Prima che esci
- Com Massimiliano Lalli: Lacrime senza fine
- Com Pierdavide Carone e Lucio Dalla: Nanì
- Com Max Pezzali: Rotta x casa di Dio
- Com Gianni Morandi: Prima che tutto finisca
- Com Emis Killa: Fuori da guai
- Com Irama: La mia storia tra le dita

## Livro
- La mia storia tra le dita, com Gianluca Bavagnoli, Segrate, Rizzoli, 2010, ISBN 9788817043120.[7]